# Нахамкин, Эдуард Захарович
Эдуард Захарович Нахамкин (англ. Eduard Nakhamkin; род. 1938, Украинская ССР) — американский галерист, известный как владелец первой в США галереи современного русского искусства.
В 1964—1967 гг. учился в аспирантуре Рижского института инженеров гражданского воздушного флота, в 1967 году получил степень кандидата технических наук, защитив диссертацию «Расчёт сложных статически неопределимых самолётных конструкций: в пределах и за пределами упругости». В 1967—1974 гг. преподавал высшую математику в Рижском политехническом институте. 
В 1974 году эмигрировал в США. В 1976 году открыл на Манхэттене небольшую галерею Eduard Nakhamkin Fine arts, посвящённую преимущественно пропаганде независимого современного русского искусства. В галерее, в частности, прошли шесть выставок Эрнста Неизвестного (первая, в 1979 году, вместе с Олегом Целковым и Михаилом Шемякиным). Активное участие в работе галереи принимал также Роман Каплан. Со временем открыл также галереи в Лос-Анджелесе и Сан-Франциско, в 1986 году сообщалось, что Нахамкину также принадлежит два ресторана.
С началом Перестройки начал работать и с более официальными художниками СССР, что дало газете «Нью-Йорк Таймс» повод для статьи «Советы назначили американского дилера для своих художников» (англ. Soviets Designate a U.S. Dealer for Their Artists), в которой утверждалось, что Нахамкин «монополизировал» представительство советских художников в США. В дальнейшем газета опубликовала редакционную поправку со ссылкой на слова Нахамкина о том, что советские художники свободны в своём выборе американских галеристов. В память о годах, проведённых в Латвии, осуществил в 1989 году крупную выставку латвийского искусства с участием 32 авторов, среди которых были Бирута Баумане, Юрис Димитерс, Карлис Добрайс и другие заметные художники. Среди других проведённых Нахамкиным выставок, не связанных с визуальным искусством, — «Сто лет русского балета. 1830—1930» (англ. 100 Years of Russian Ballet. 1830—1930), масштабная экспозиция, включавшая личные вещи Анны Павловой и Тамары Карсавиной, эскизы Льва Бакста, подлинные костюмы с премьерного показа «Спящей красавицы» (1890) и т. д.; после демонстрации в галерее Нахамкина на Манхэттене выставка также была показана в Национальном музее танца в Саратога-Спрингс.
В начале 1990-х гг. отошёл от галерейной деятельности, галереи ещё некоторое время работали под руководством его дочери. Сообщалось об участии компании Belgrave Ltd, зарегистрированной Нахамкиным на Гибралтаре, в соглашениях 1995 года по урегулированию конфликта между американским бизнесменом Беннетом Лебоу, владельцем московской табачной фабрики «Дукат», и её бывшим советским директором Владимиром Тюменцевым, — в результате чего компания Нахамкина получила более 6 миллионов долларов.